# William Brymner
William Brymner (14 de diciembre de 1855 - 18 de junio de 1925) fue un profesor de arte canadiense además de pintor paisajista y retratista.

## Biografía

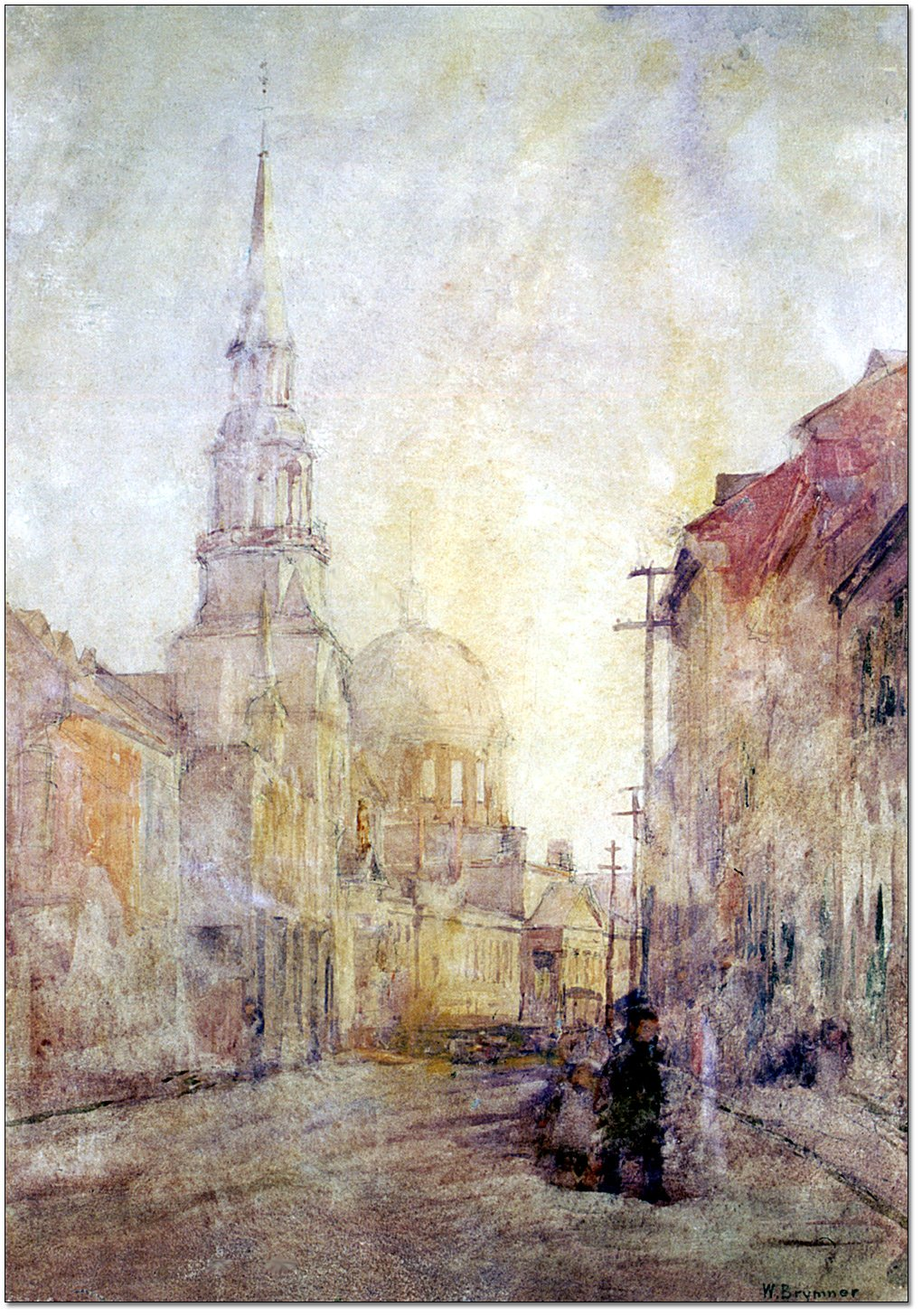
Bonsecours Church and Market (1913).

### Primeros años
Brymner nació en Greenock, Escocia. En 1857, sus padres, Jean Thomson y Douglas Brymner, el primer archivista jefe, junto con el pequeño William emigraron a Melbourne (Quebec). Años después, en 1864, la familia se trasladó a Montreal.
En 1878 William se matriculó en la Académie Julian en París, donde cursó estudios de arquitectura con los profesores William-Adolphe Bouguereau y Tony Robert-Fleury. Ambos eran famosos exponentes del naturalismo "Grand manner". Durante este periodo en la academia, se interesó por la obra de Jean-Louis-Ernest Meissonier, que ya era popular entre el público francés.

### Obra
Brymner se especializó en escenas de semblante doméstico y evitó los grandes temas históricos. En Two Girls Reading (Dos chicas leyendo) de 1898 muestra un "cuidadoso tratamiento de la luz y un entendimiento de la fuerza de una simple y enérgica composición". En 1886 se establece definitivamente en Montreal, tras casi siete años de estancias temporales en París. Dos años antes de dejar París, en Runswick Bay, Yorkshire, terminó su obra A Wreath of Flowers (Una guirnalda de flores).

## Premios y reconocimientos
En 1883 se asoció a la Real Academia canadiense de las Artes Royal Canadian Academy of Arts (RCA), de la que fue elegido vicepresidente en 1907 y presidente en 1909. En 1916, fue nombrado compañero de la Orden de San Miguel y San Jorge.